# Helmut Polensky
Helmut Polensky (Berlino, 10 ottobre 1915 – Saint-Tropez, 6 novembre 2011) è stato un pilota automobilistico tedesco.

## Biografia
Più giovane di quattro figli, suo padre era un architetto. Dopo aver lasciato la scuola e terminato il servizio militare, ha iniziato la carriera come motociclista professionista e pilota automobilistico. Dopo la seconda guerra mondiale, si sposò. Ha trascorso gli ultimi decenni della sua vita a Saint-Tropez.

## Carriera
Iniziò a correre in moto come pilota di club a metà degli anni 30. Nel 1939, passò alle corse di auto sportive, pilotando una BMW 328 usata. Lo stesso anno, firmò come apprendista ingegnere presso l'Auto Union, unendosi al National Socialist Motor Corps.

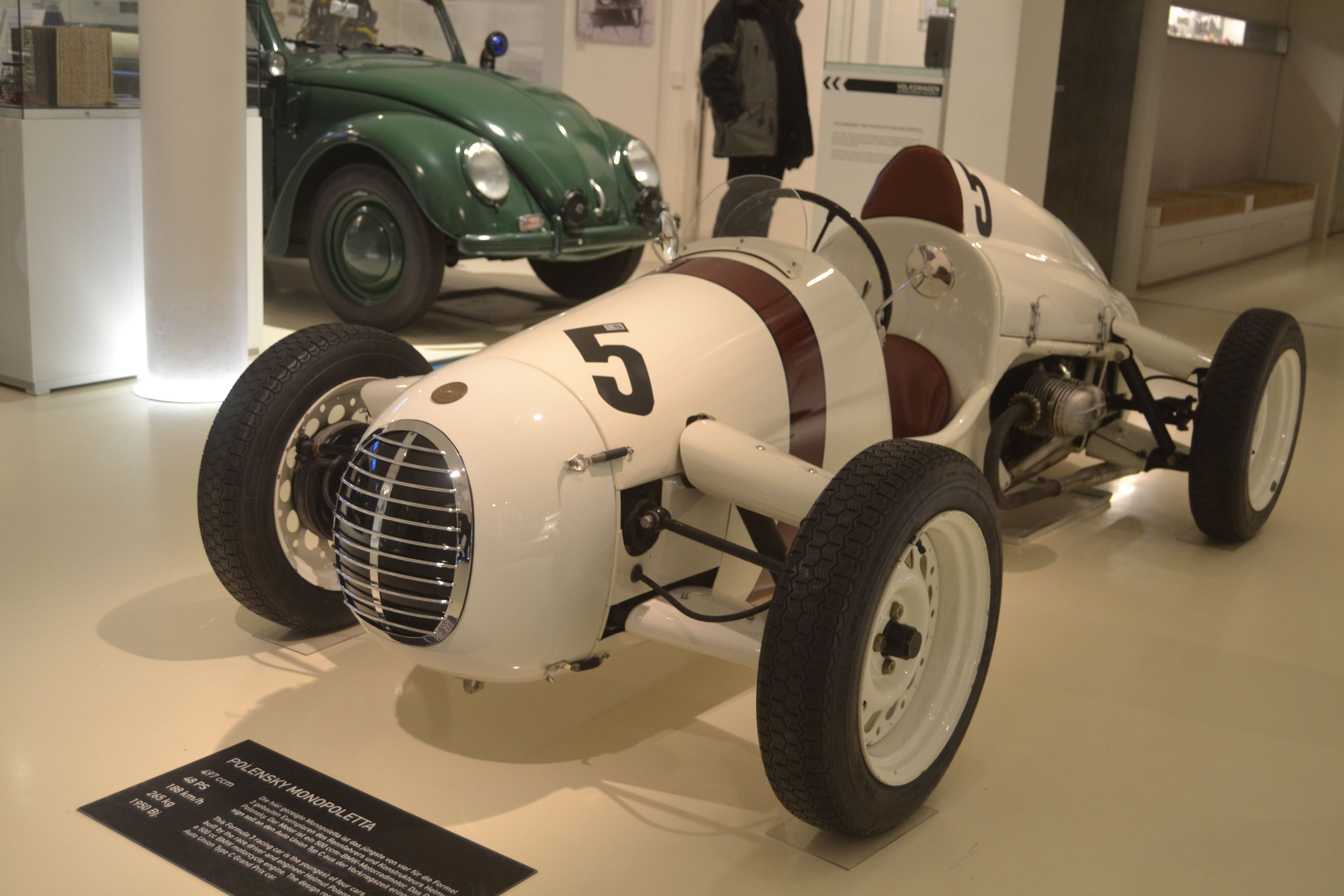
Monopoletta

Polensky trascorse la seconda guerra mondiale come specialista della logistica a Berlino. Nel 1945 fuggì da un campo di prigionia sovietico, scappando ad Amburgo. Lavorò lì nel 1946 come amministratore delegato di una piccola azienda automobilistica.
Nel 1947, Polensky tornò a Berlino e tra le rovine aprì una delle prime concessionarie Vespa in Germania. Ricominciò a correre, progettando e costruendo nella sua officina una monoposto di Formula 3 con un motore da 500 cc, simile alla Cooper 500. Il primo modello di Polensky fu la Kurpfalz. Questa è stata seguita dalla Monopoletta, una monoposto motorizzata BMW. Nel 1950, fu quinto assoluto nel campionato di Formula 3 della Germania occidentale.
All'inizio degli anni 50, Polensky iniziò a concentrarsi sempre più sulle competizioni automobilistiche. Partecipò alla Mille Miglia nel 1952 e con sua moglie come copilota ha partecipato più volte al Tour de France. Nello stesso periodo, trasferì la sua famiglia a Karlsruhe, dove aprì una concessionaria Volkswagen. Guidando una Porsche, vinse la Coupe des Alpes del 1953 e nello stesso anno la rima edizione del European Rally Championship. Nel 1954 arrivò ottavo alla 12 Ore di Reims. e si aggiudicò la Liegi-Roma-Liegi.
Polensky prese parte a tre edizioni della 24 Ore di Le Mans. Nel 1955, su una Porsche 550 con il giornalista Richard von Frankenberg, arrivando quarto in classifica e ottenendo la vittoria di classe. 
Nel 1956, Polensky smise di correre per diventare un rivenditore di automobili.

## Palmarès
- Campionato europeo rally: 1
1953
- Coupe des Alpes:1
1953